# 新赫拉德基夫卡

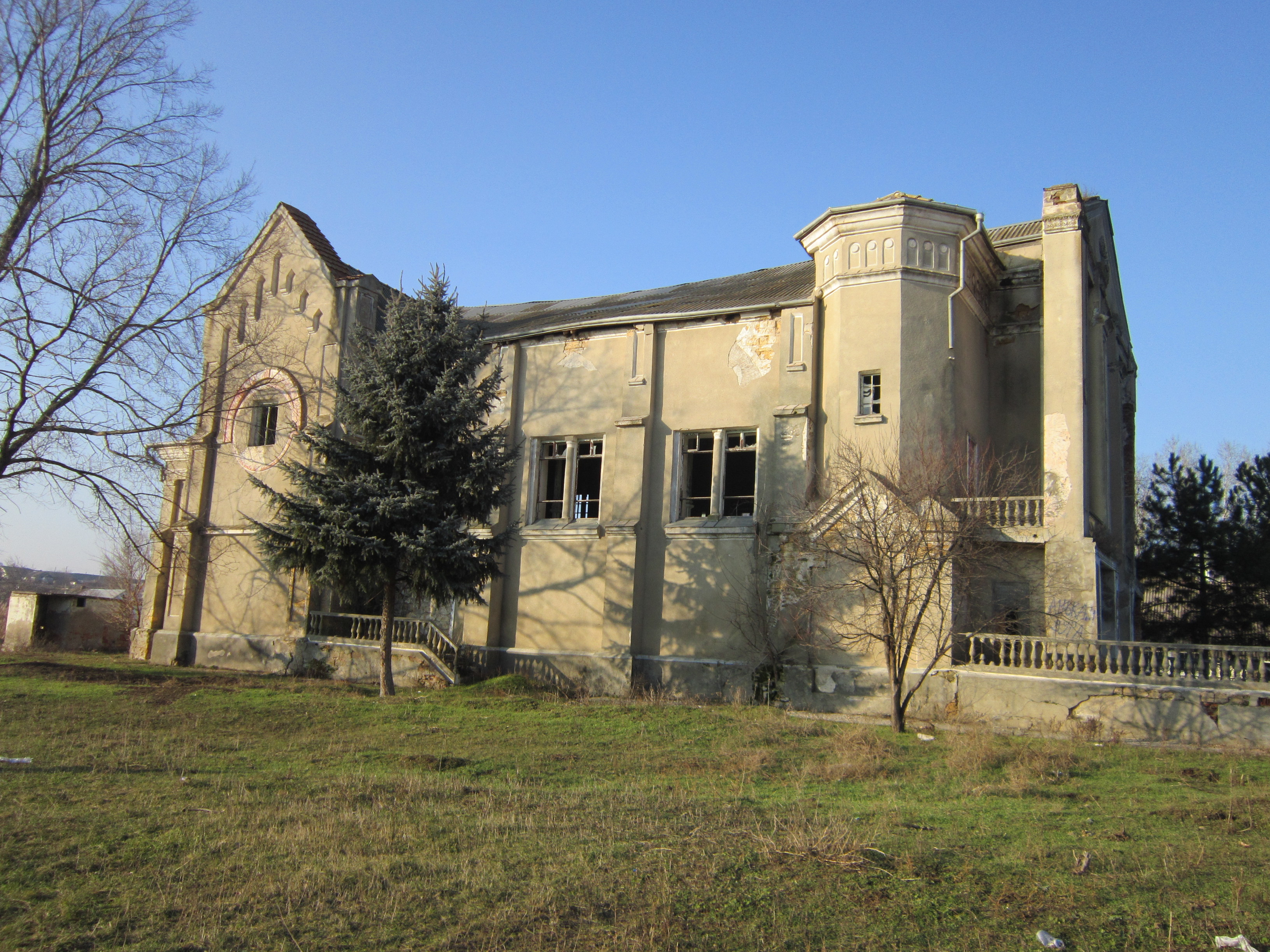

46°21′29″N 30°28′44″E / 46.35806°N 30.47889°E
新赫拉德基夫卡（羅馬化：Novohradkivka）是位於烏克蘭西南部的村莊，由敖德萨州敖德萨区的達利尼克市鎮負責管轄。該村始建於1805年，面積1.61平方公里，海拔高度20米，2001年人口1,865，人口密度每平方公里1,158.39人。